# Тамды (городище)
Тамды (каз. Тамды) — городище VI—XII веков на территории города Каратау Жамбылской области Казахстана, на правом берегу небольшой горной речки Тамды.

## Описание
Городище представляет собой возвышенную площадку прямоугольной формы, окружённую со всех сторон земляным валом высотой 1,5—2,5 м. Размер площадки с севера на юг — 175 м, с запада на восток — 300 м, высота — около 1 м. Вероятно, площадка являлась шахристаном. Большая часть северной стены подмыта рекой Тамды, в срезе видны остатки каменного фундамента, на котором была сооружена крепостная стена. Сохранились остатки крупной башни на северо-восточном углу вала шахристана и двух небольших башен в середине южной стены.
В северо-западном углу сохранились остатки цитадели в виде площадки квадратной формы высотой около 4 м, размерами 55×55 м. Цитадель со всех сторон окружена земляным валом высотой около 0,5 м с остатками башен. От башни, расположенной в северо-западном углу цитадели, сохранилась часть стены из битой глины.
К востоку от остатков цитадели расположена квадратная площадка размерами 80×80 м и высотой около 1,5 м над площадью шахристана. Эта площадка также окружена со всех сторон валом высотой 0,5—0,6 м со следами 4 угловых башен.